# Mireille Osmin
Mireille Osmin, née Mireille Commeignes le 29 septembre 1903 à Romilly-sur-Seine, et morte le 17 mars 1993 dans le 6e arrondissement de Paris, est une personnalité politique française.

## Biographie
Mirelle Commeignes est la fille de Léon Commeignes, militant socialiste parisien connu sous son pseudonyme de Léon Osmin, militant du Parti ouvrier français, puis secrétaire de la fédération de la Seine de la SFIO.
Institutrice, puis professeur de collège, militante dès son entrée dans le métier au sein du Syndicat national des instituteurs (SNI), elle rejoint les jeunesses socialistes à l'âge de 18 ans, et devient la secrétaire de l'entente de la Seine des JS de 1929 à 1935, et occupe les fonctions de secrétaire nationale à la propagande entre 1930 et 1936.
En 1933, elle épouse Pierre Lamarque, lui aussi militant socialiste.
Lors du gouvernement du Front populaire, elle est nommée au cabinet du président du conseil Léon Blum.
C'est surtout après la Libération qu'elle devient une des chevilles ouvrières de la fédération socialiste de la Seine, auprès de Marceau Pivert, qui en est le secrétaire à partir de 1946, fonction à laquelle elle lui succède en 1950, lorsque celui-ci, malade, doit démissionner. Choisie "par défaut", comme candidate de compromis entre différents courants, elle s'impose rapidement et conserve cette responsabilité pendant sept ans. À partir de 1954, elle siège aussi au comité directeur de la SFIO.
Elle se présente à toutes les élections législatives entre 1945 et 1956, dans le département de la Seine, sans être jamais élue. Elle sera cependant collaboratrice d'André Le Troquer, quand celui-ci sera président de l'Assemblée nationale, en 1954, puis en 1956.
En 1958, en désaccord avec la politique algérienne de Guy Mollet, elle quitte la SFIO et participe à la création du Parti socialiste autonome. Membre de la commission administrative permanente du parti et secrétaire de sa fédération parisienne, elle entre au comité politique national du Parti socialiste unifié lors de sa création, en 1960.
Elle abandonne cependant rapidement toute responsabilité dans le parti, se rapprochant du courant d'Alain Savary, qu'elle suit par la suite au nouveau parti socialiste, puis au PS d'Épinay.
Elle est incinérée et ses cendres se trouvent au columbarium du Père-Lachaise (case no 1650) à Paris.

## Source bibliographique
- Dictionnaire biographique du mouvement ouvrier mouvement social, notice de Justinien Raymond